# Мятеж шехзаде Баязида
Мятеж шехзаде Баязида (тур. Şehzade Bayezid'in isyanı) произошёл в Османской империи весной 1559 года, его возглавил шезхаде Баязид — сын султана Сулеймана I и Хюррем-султан. В битве под Коньей войска Баязида были разбиты его старшим братом шехзаде Селимом.
Баязид бежал в Персию к шаху Тахмаспу, где проживал в течение двух лет. Летом 1561 года был выдан османским послам и казнён вместе с четырьмя сыновьями.

## Предыстория

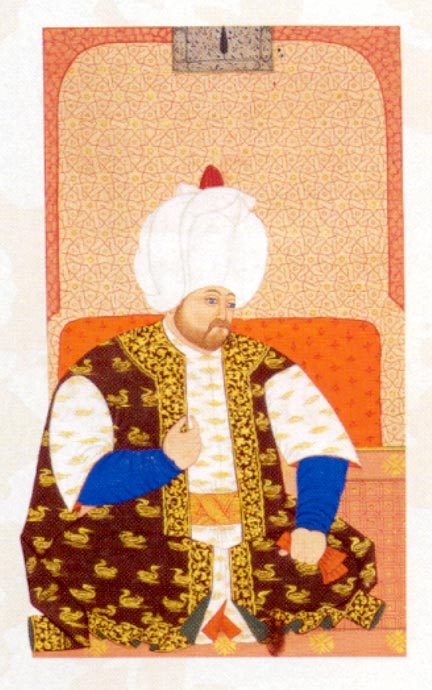
Миниатюра, изображающая будущего султана Селима II, брата шезхаде Баязида

16 марта 1558 года Хюррем-султан скоропостижно скончалась и шехзаде Баязид остался без поддержки одного из самых сильных своих защитников и стал собирать сторонников. Баязид, как и казнённый его старший брат Мустафа завоёвывал внимание тех, с кем знакомился. На его сторону в поисках денег, покровительства и справедливости переходили тимариоты, беглые крестьяне, кочевники и безработная молодёжь. Среди тех, кто поддерживал Баязида были его старшая сестра Михримах-султан и Рустем-паша.
Султан Сулейман I пытался погасить конфликт между сыновьями, выделив каждому из них по 300 000 акче, и отправил их в отдалённые санджаки — Селим был переведён из Манисы в Конью, а Баязид из Кютахьи в Амасью. Согласно Лэмбу, Сулейман I хотел испытать Баязида, назначив его в Амасью, который являлся более важным санджаком, чем Маниса. Однако свой перевод в Амасью Баязид считал оскорбительным и под разными предлогами оставался в Кютахье. Он обращался к отцу, чтобы получить для себя определённые привилегии, а для своих сыновей назначения в санджаки. 28 октября 1558 года Баязид по настоянию отца покинул Кютахью. Баязид жаловался, что это назначение «из рая в ад» и прибыл в Амасью 21 декабря после 50-дневного путешествия. Селим тоже не сразу покинул Манису, которую опасался покидать из-за возможного нападения на него Баязида по пути в Конью. В конце концов Селим покинул Манису, узнав об известии о том, что его брат Баязид отправился в Амасью. Селим прибыл в Конью в первые дни 1559 года.

## Мятеж шехзаде Баязида

### Подготовка и силы сторон
Зимой 1559 года шехзаде Селим в своих письмах отцу, что Баязид собирает и вооружает людей, закупает лошадей и зерно, но при этом отмечал, что военных действий зимой не будет. Селим считал, что весной Баязид перейдёт к военным действиям и указал, что в Стамбуле его брата поддерживает огромное количество народа и некоторые из высших государственных деятелей. Селим по совету отца остался в Конье и занял оборонительную позицию и выплатил своим солдатам крупную сумму денег, чтобы те отбили нападение его брата.
Сулейман пытался успокоить Баязида, написав в письме, что к нему не было проявлено жестокости, но Баязид считал, что его отец неверно оценивает его, также как и Мустафу. Баязид решил, что Селим и вовсе клевещет на брата и приступил к активным действиям. Он покинул Амасью и отправился в Анкару, чтобы разведать обстановку. Анкара была выбрана Баязидом из-за своего равноудалённого положения, как от Стамбула, так и от санджака Селима Коньи. Прибыв в Анкару, Баязид продолжал писать письма отцу в столицу и настаивал на своём требовании вернуться в Кютахью. Становилось понятно, что Баязид нападёт на брата и убьёт его, став единственным наследником престола, если Сулейман не отправить свои войска на помощь Селиму.
Султан приказал третьему визирю Соколлу Мехмеду-паше присоединить к войску Селима янычар. Кроме того, на помощь старшему шехзаде был посланы войска под командованием губернатора Румелии Мустафы-паши. Лэмб писал, что помимо янычар под командованием Соколлу находились сипахи и 40 пушек. Войска из Стамбула выдвинулись в начале мая и в это же время султаном был отдан приказ наместникам, ближайшим к Конье, чтобы они оказали поддержку Селиму.

### Фетвы о казни Баязида
Сулейман созвал религиозных деятелей, которые должны были вынести решение о наказании Баязида. Уход Баязида из санджака расценивался как мятеж и были получены фетвы о смертной казни мятежного шехзаде и его сторонников. Шейх-уль-ислам Эбуссууд-эфенди и другие улемы издали фетву, в которой Баязид обвинялся в том, что он стал «багы» («мятежник»), который вырвался из-под повиновения султана и захватил крепости, «грабил» людей и вербовал солдат. Баязид был информирован о том, что из Стамбула Селиму отправлено подкрепление и о фетвах, изданных против него и понимал, что сражение с братом закончится смертью одного из шехзаде.

### Поражение Баязида
Узнав о прибытии подкрепления из Стамбула, Баязид во главе своей армии, насчитывающей 30 000 солдат, выдвинулся из Анкары и направился в сторону Коньи, предместий которой достиг 29 мая 1559 года. Селим, ожидая атаки, занял оборонительную позицию. Войска Селима находились под командованием военачальников и пашей, в то время как армия Баязида состояла в основном из тимариотов и людей, примкнувшим в последние месяцы. Битва продолжалась в течение двух дней и закончилась поражением армии Баязида; его войска не смогли прорвать оборону и понесли тяжёлые потери.

### Бегство Баязида в Персию
После поражения в битве Баязид спешно вернулся в Амасью и отправил отцу муфтия Мухиддина Джюрджани к своему отцу с просьбой о прощении. Однако султан Сулейман считал, что его сын недостоин помилования и приказал схватить его. После этого Баязид забрал 4 сыновей (Орхана, Османа, Махмуда и Абдуллу) и 7 июля покинул Амасью. Помимо сыновей, его сопровождали порядка десяти тысяч человек. Из Амасьи шехзаде направился в Байбурт, оттуда направился в Эрзурум. Когда он подошёл в восточной границе, в районе Чухур-Саада его настигли знаменосцы его отца, от которых ему удалось отбиться. Понимая, что он не может остаться на османских землях, шехзаде в середине августа 1559 года вместе со своими людьми направился в Персию.
Баязид и его свита прибыли в Казвин 23 октября 1559 года, где шах Тахмасп I организовал пышную церемонию. Хотя Сулейман и подумывал о прощении сына, но вскоре отказался из-за негативного отношения Селима к Тахмаспу. Тахмасп решил извлечь выгоду из этого конфликта и приказал разогнать воинов Баязида, а его самого бросить в тюрьму. После этого между Сулейманом, Тахмаспом и шехзаде Селимом началась долгая переписка и переговоры по выдаче Баязида. Наконец, стороны договорились об условиях и Тахмаспу должно было быть выплачено 1 200 000 золотых монет, а Персии передавался Карс. Селим дал клятву, в которой говорилось, что он станет другом Персии, когда взойдёт на трон.

## Казнь Баязида и его сыновей
Прибывшие в Казвин османские послы приняли Баязида и его сыновей и 23 июля 1561 года Баязид и его четыре сына были задушены на конном ристалище Казвина. В Бурсе был убит находившийся там его пятый сын, которому было три года. Согласно Бидлиси, тела Баязида и его четверых сыновей положили в гроб и отвезли на телеге в Ван, чтобы доставить в Стамбул для погребения. В пути пришёл приказ от султана похоронить тела пятерых шехзаде в Сивасе за городскими стенами.

## Последствия
Восстание Баязида привело к тому, что вводились новые военные и административные изменения и предоставления санджаков только самому старшему из шехзаде.